# 윤지웅
윤지웅(尹智雄, 1988년 3월 11일 ~ )은 전 KBO 리그 NC 다이노스의 투수이다.

## 선수 시절

### 아마추어 시절
조성옥 감독의 마지막 제자 중 하나였으며 동의대학교 레저스포츠학과 재학 시절에는 1년 선배인 문광은과 함께 동의대의 원투펀치로 활약해 2008년과 2009년 대학야구 리그에서 동의대 야구부를 정상으로 이끌었다. 2009년 회장기 전국대학야구 춘계 리그 최우수선수상 및 하계 리그 우수 투수상을 받았고, 2009년 야구 월드컵 국가대표, 아시아 야구 선수권 대회 국가대표로 출전했다.

### 넥센 히어로즈시절
1라운드(전체 3순위) 지명을 받아 입단하였다. 좌타자 상대 원포인트 릴리프로 등판해 2승, 9홀드를 기록했다. 2011년 시즌 후 야구 월드컵에 고종욱과 함께 출전했다. 일찌감치 군 복무를 결정하고, 경찰청에 지원해 합격했다.

### 경찰 야구단시절
군 입대를 연기한다는 설이 들렸으나, 사실이 아니라고 밝힌 후 2012년에 입단해 2013년 9월 28일에 제대했다. 입대 첫 해에는 북부리그 다승왕에 올랐다.

### LG 트윈스시절
입대하기 전 2011년 12월 6일 FA를 통해 넥센 히어로즈에 복귀한 이택근의 보상 선수로 이적한 그는 군 복무를 마치고 합류했다. 그러나 2017년에 음주운전 사건으로 시즌을 마감한 후 구속 문제가 발목잡으며, 2018년 10월 25일에 방출됐다.

### NC 다이노스시절
2018년 10월 31일 NC 다이노스로 이적했다. 그러나 구속 문제를 극복하지 못하고 2019 시즌 후 현역 은퇴를 선언했다.

## 논란
- 2017년 7월 10일 오전 6시 30분쯤 자신의 벤츠 차량을 몰고 가다가 접촉 사고를 당했고, 당시 그의 혈중 알코올 농도는 0.151%로 면허 취소 수준으로 나타났다.[8] 결국 2017 시즌 잔여 경기 출전정지 및 벌금 1,000만원을 징계를 받았다.[9] 2019 시즌을 마친 후 그는 자신의 페이스북에 현역 은퇴를 선언한다는 글을 남기면서 음주운전에 관해서도 사죄했다.

## 등번호
- '29' (2011년, 2013년 ~ 2015년, 2017년 ~ 2018년)
- '34' (2016년)
- '38' (2019년)

## 출신 학교
- 대연초등학교
- 부산중학교
- 부산공업고등학교
- 동의대학교

## 통산 기록
| 연도 | 팀명  | 평균자책점 | 경기 | 완투 | 완봉 | 승 | 패 | 세 | 홀 | 승률  | 타자 | 이닝  | 피안타 | 피홈런 | 볼넷 | 사구 | 탈삼진 | 실점 | 자책점 |
| ---- | ----- | ---------- | ---- | ---- | ---- | -- | -- | -- | -- | ----- | ---- | ----- | ------ | ------ | ---- | ---- | ------ | ---- | ------ |
| 2011 | 넥센  | 4.08       | 53   | 0    | 0    | 2  | 0  | 0  | 9  | 1.000 | 126  | 28.2  | 34     | 4      | 14   | 0    | 19     | 15   | 13     |
| 2014 | LG    | 4.25       | 53   | 0    | 0    | 1  | 2  | 0  | 6  | 0.333 | 166  | 36    | 40     | 4      | 16   | 3    | 34     | 20   | 17     |
| 2015 | LG    | 3.77       | 78   | 0    | 0    | 3  | 1  | 0  | 12 | 0.750 | 245  | 62    | 47     | 3      | 17   | 1    | 54     | 26   | 26     |
| 2016 | LG    | 6.55       | 59   | 0    | 0    | 4  | 2  | 0  | 11 | 0.667 | 196  | 44    | 48     | 4      | 18   | 4    | 37     | 33   | 32     |
| 2017 | LG    | 3.86       | 34   | 0    | 0    | 1  | 1  | 1  | 3  | 0.500 | 154  | 35    | 39     | 4      | 10   | 4    | 22     | 20   | 15     |
| 2018 | LG    | 4.26       | 10   | 0    | 0    | 0  | 0  | 0  | 0  | -     | 33   | 6.1   | 9      | 0      | 3    | 3    | 4      | 4    | 3      |
| 2019 | NC    | 4.97       | 13   | 0    | 0    | 1  | 0  | 0  | 0  | 1.000 | 55   | 12.2  | 14     | 3      | 4    | 1    | 9      | 8    | 7      |
| 통산 | 7시즌 | 4.53       | 300  | 0    | 0    | 12 | 6  | 1  | 41 | 0.667 | 975  | 224.2 | 231    | 22     | 82   | 16   | 179    | 126  | 113    |